# Instituto de la Lengua Mirandesa
El Instituto de la Lengua Mirandesa (en mirandés Anstituto de la Lhéngua Mirandesa) es la institución encargada de la representación, investigación, promoción, normativización y divulgación del mirandés, la variedad del idioma asturleonés hablada en la localidad portuguesa de Miranda de Duero, lugar en la que se encuentra la sede de dicha institución.
Surge la necesidad de la existencia de una entidad para defender y promover el uso de la lengua mirandesa. La decisión de formar el instituto fue el resultado de una reunión celebrada en septiembre de 2000 en Miranda de Duero, donde se reunieron varias personas interesadas en por idioma. A partir de esa reunión se tomó la decisión de avanzar hacia la creación de dicho instituto, también para afiliar al mirandés con la Oficina Europea de Lenguas Minoritarias.